# Draga Gavrilović
Draga Gavrilović (ur. 14 marca 1854 w Srpskiej Crnjej, zm. 25 lutego 1917 tamże) – pierwsza serbska pisarka.

## Życiorys
Urodziła się w rodzinie kupieckiej. Była najstarszą córką Milana i Milki Gavriloviciów. Mieli oni ośmioro dzieci (w tym dwoje zmarło przedwcześnie). Draga oprócz języka serbskiego władała także węgierskim i niemieckim. W 1865 roku ukończyła 4-letnią szkołę podstawową w Nowym Sadzie i trzyletnią nauczycielską w Somborze. Przez kilka lat pomagała matce w prowadzeniu gospodarstwa domowego. Gdy na podstawie dekretu o szkołach żeńskich z 1871 roku powstała pierwsza taka szkoła w Samborze, po zdaniu egzaminu wstępnego rozpoczęła w niej naukę w 1875 roku. Po ukończeniu szkoły powróciła do swojej rodzinnej miejscowości i podjęła pracę w miejscowej szkole. W latach 1878–1900 publikowała w czasopismach swoje wiersze, opowiadania i tłumaczenia. W 1900 roku w czasopiśmie Sadašnosti został opublikowany napisany przez Gavrilović list, w którym wyjaśniała, że przestała publikować swoje utwory z powodu braku szacunku i zniewagi.
W szkole pracowała do przejścia na emeryturę w 1911 roku. Od 1893 roku chorowała na gruźlicę. Umiera w Srpskiej Crnjej w 1917 roku i została pochowana w rodzinnym grobie na miejscowym cmentarzu.

## Twórczość
Swoje utwory publikowała w czasopismach takich jak: Javor, Orao, Sadašnjost, Neven czy Starmali. Nigdy nie wydała żadnej książki drukiem. Powieści i opowiadania publikowała w odcinkach w czasopismach. Powieści: Iz učiteljskog života (1884), Devojački roman (1889). Opowiadania: Misli u pozorištu (1884), Nedelja pred izbor kmetova na selu (1884), Slike iz života (1884), Orangutan (1889), Sadašnjost i Poslednji članak, priča iz amerikanskog života (1889), Blagosloveno ricinusovo ulje.
Dopiero w 1990 roku ukazały się pod redakcją Vladimira Milankova Sabrana dela (Dzieła zebrane).

## Upamiętnienie
- W 1989 roku ukazała się książka Vladimira Milankova Draga Gavrilović, život i delo[4].
- Jej imieniem nazwano jedną z ulic w Srpskiej Crnjej[5]